# Chrysosoma annuliferum
Chrysosoma annuliferum är en tvåvingeart som beskrevs av Frey 1924. Chrysosoma annuliferum ingår i släktet Chrysosoma och familjen styltflugor. Inga underarter finns listade i Catalogue of Life.